# Hironosaurus
"Hironosaurus" (“lagarto de Hirono”) es el nombre informal dado a un género de dinosaurio ornitópodo hadrosáurido que vivió a finales del período Cretácico, hace 70 millones de años en el Maastrichtiense. Sus restos aparecieron en Hirono Fukushima, Japón. El fósil, muy fragmentado, consiste en un diente y una vértebra, posiblemente de la cola. A partir de estos no ha habido ninguna descripción válida, e "Hironosaurus" es considerado un nomen nudum. Fue mencionado en una poco conocida publicación en 1988 y luego traído a una audiencia más amplia por David Lambert en 1990. Dong Zhiming, Y. Hasegawa y Y. Azuma asumen que el material pertenece a un hadrosáurido, pero a falta de características distintivas, resulta imposible una identificación más precisa.